# Krukenytschi
Krukenytschi (ukrainisch Крукеничі; russisch Крукеничи Krukenitschi, polnisch Krukienice) ist ein Dorf im Rajon Mostyska in der Oblast Lwiw im Westen der Ukraine mit etwa 1000 Einwohnern. Das Dorf liegt 12 Kilometer südlich der ehemaligen Rajonshauptstadt Mostyska und 64 Kilometer westlich der Oblasthauptstadt Lwiw am Fluss Sitschnja (Січня).

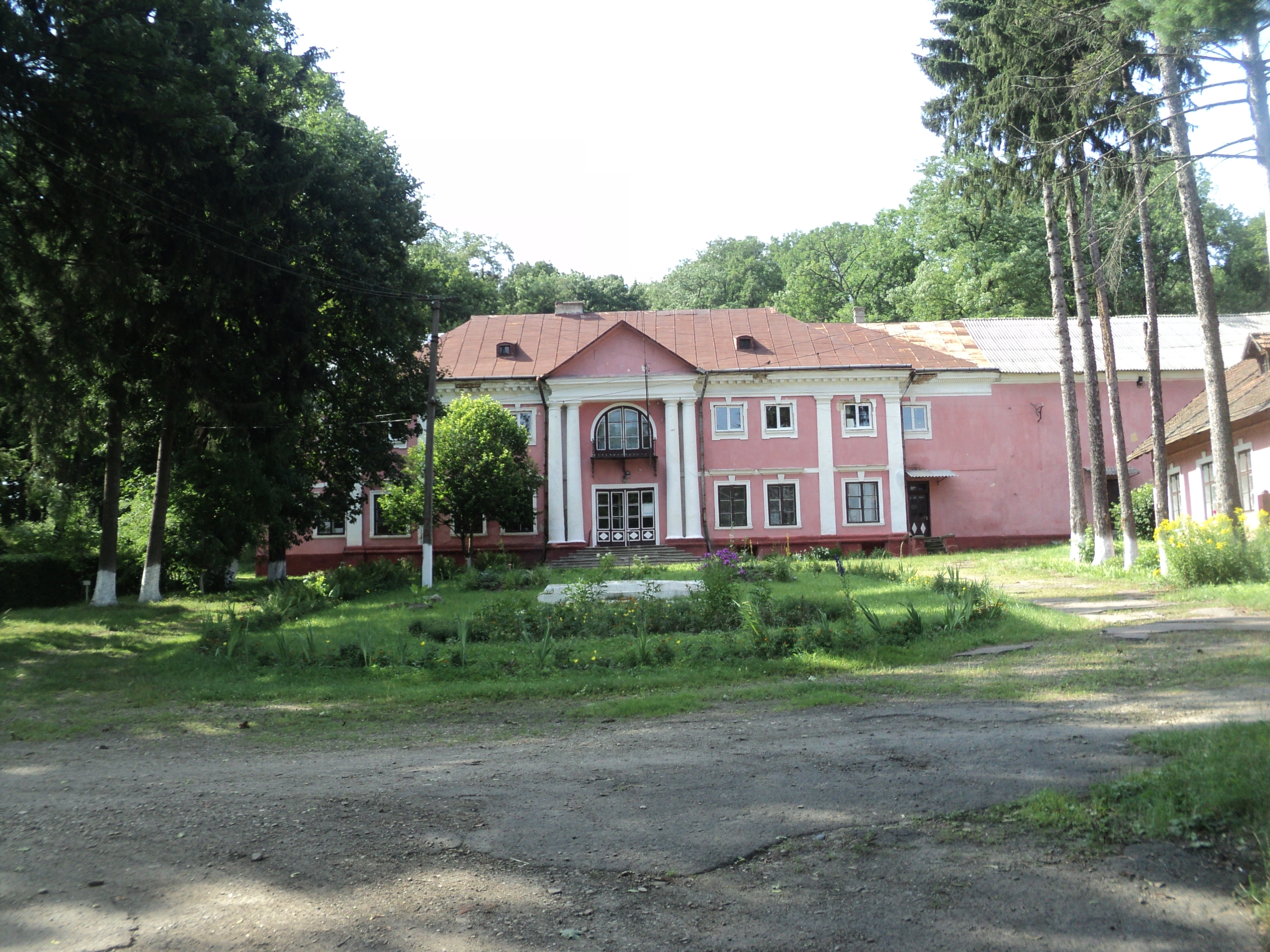
Landschloss im Dorf

Am 12. Juni 2020 wurde das Dorf ein Teil neu gegründeten Stadtgemeinde Mostyska im Rajon Jaworiw; bis dahin bildete es zusammen mit den Dörfern Ostroschez (Острожець) und Wolja-Sadkiwska (Воля-Садківська) die Landratsgemeinde Krukenytschi (Крукеницька сільська рада/Krukenyzka silska rada) im Rajon Mostyska.
Der Ort, 1366 zum ersten Mal schriftlich erwähnt, gehörte zunächst zur Woiwodschaft Ruthenien der Adelsrepublik Polen-Litauen,  und nach der Ersten polnischen Teilung von 1772 bis 1918 zum österreichischen Galizien.
Nach dem Ende des Ersten Weltkrieges kam der Ort zu Polen und lag hier ab 1921 offiziell in der Woiwodschaft Lwów, Powiat Mościska, Gmina Pnikut. Im Zweiten Weltkrieg wurde Krukenytschi nach der sowjetischen Besetzung Ostpolens von September 1939 bis Juni 1941 von der Sowjetunion in die Ukrainische SSR eingegliedert und von 1941 bis 1944 von Deutschland (eingegliedert in den Distrikt Galizien) besetzt.
Während der sowjetischen Besetzung wurde der Ort ab Januar 1940 zum Rajonszentrum des gleichnamigen Rajons Krukenytschi, dieser wurde 1959 dem Rajon Mostyska angeschlossen.
Nach dem Ende des Krieges wurde der Ort wieder der Ukrainischen SSR in der Sowjetunion zugeschlagen und ist seit 1991 Teil der unabhängigen Ukraine.